# Kottlasjön
Kottlasjön är en insjö på södra Lidingö. Sjön är förbunden norrut med Stockbysjön genom Stockbyån. Söderut avvattnas Kottlasjön genom Mölnaån som vid Mölna gård mynnar ut mot Lilla Värtan. I ån vid Mölna finns rester efter en omfattande kvarnverksamhet som bestod av en mjölkvarn, senare en kopparhammare. 

## Verksamheter på och i sjön
Fram till 1950-talet var Kottlasjön reservvattentäkt för Lidingö. Bad var därför tillåtet endast i begränsad omfattning. Vattenreningsanläggningen ligger i "malpåse". I början av 1990-talet och långt därefter ifrågasattes även badvattnets kvalitet eftersom det under lång tid legat en gammal färgfabrik i närheten. Fabriken lades ned någon gång under 1970-talet och förföll under många år tills den slutligen revs.
Vintertid när isen lagt sig är Kottlasjön en plats för skridskoåkning. En rundbana brukar hållas plogad av Lidingö stad men utför inga regelbundna mätningar av isens hållfasthet för skridskoåkning. Isens tjocklek kan vara förrädisk vid utloppet från Stockbysjön, mitt på sjön där det är grundare och vid utloppet mot Mölna.

## Omgivningen
Runt sjön ligger ett par  1800-talsvillor i trä med rik utsmyckning av lövsågde trädetaljer, bland annat den så kallade Apelsinvillan som byggdes som sommarnöje av snickarmästare P.J. Asker på 1890-talet och Kottla gård från 1700-talet som givit sitt namn åt området och sjön vilken ursprungligen kallades Mölna träsk.
Vid Kottlasjöns norra strand ligger Trasthagen som utgör en del av Stockby, ett gammalt sommarstugeområde med trähus och mycket snickarglädje som började byggas på mitten av 1880-talet där många av de ursprungliga husen har renoverats till ursprungligt skick och de nya hus som byggts på senare delen av 1900-talet och in på 2000-talet uppförts i den stil som rådde runt 1900-1920. Området är kulturminnesmärkt.
Vid sjöns södra strand ligger före detta Breviks vatten- och elverk som efter 1911 försörjde Brevik, Käppala och Gåshaga med dricksvatten och likström. Anläggningen lades ner 1960 och inhyser sedan 2018 Vattenverket Café & bageri.
Invid sjöns östra vik ligger Breviksbadet, ett stort inhägnat utomhusbad med två bassänger av olika djup, avsett för i första hand barn i de lägre åldrarna. 

## Kottlasjön runt
Promenadvägarna runt Kottlasjön är populära vandrings- och löparslingor. "Kottlasjön runt" är en sjönära cirka fyra kilometer lång vandringsstig runt sjön. Vid sjöns sydöstra sida är terrängen kuperad medan resten av sträckan är relativt plant. På västra sidan går stigen ett kort stycke genom Kottlas villakvarter. Längs stigen finns badplatser, grillplatser, vindskydd, utomhusgym, samt intressant och skyltad kulturbebyggelse. Stigen är lätt att nå från exempelvis Kottla station.

### Stationer (urval)
- Apelsinvillan
- Breviksbadet
- Breviks vatten- och elverk (med Café Vattenverket)
- Trasthagen

## Bildgalleri

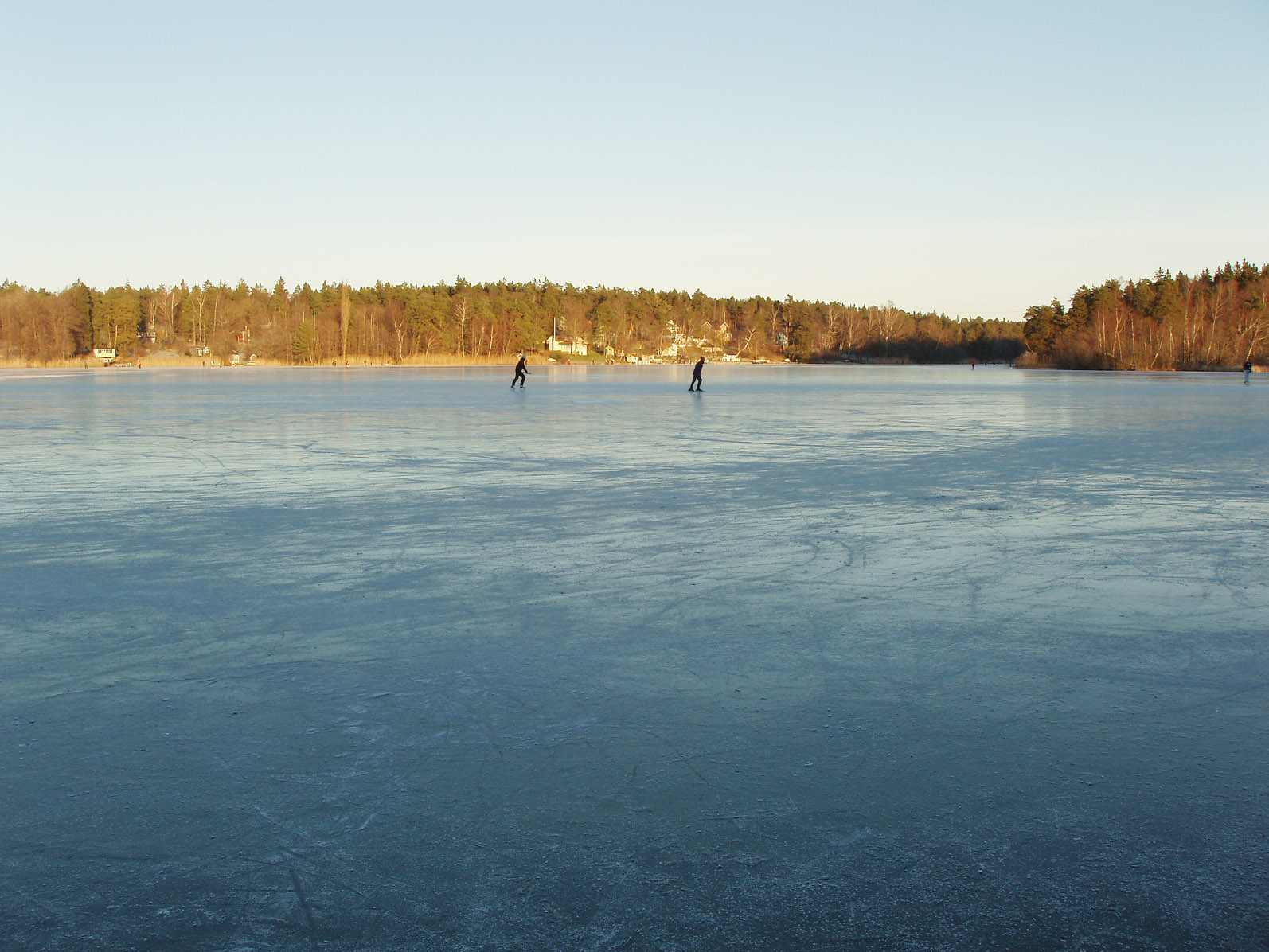
Isen har lagt sig på Kottlasjön, 2008.
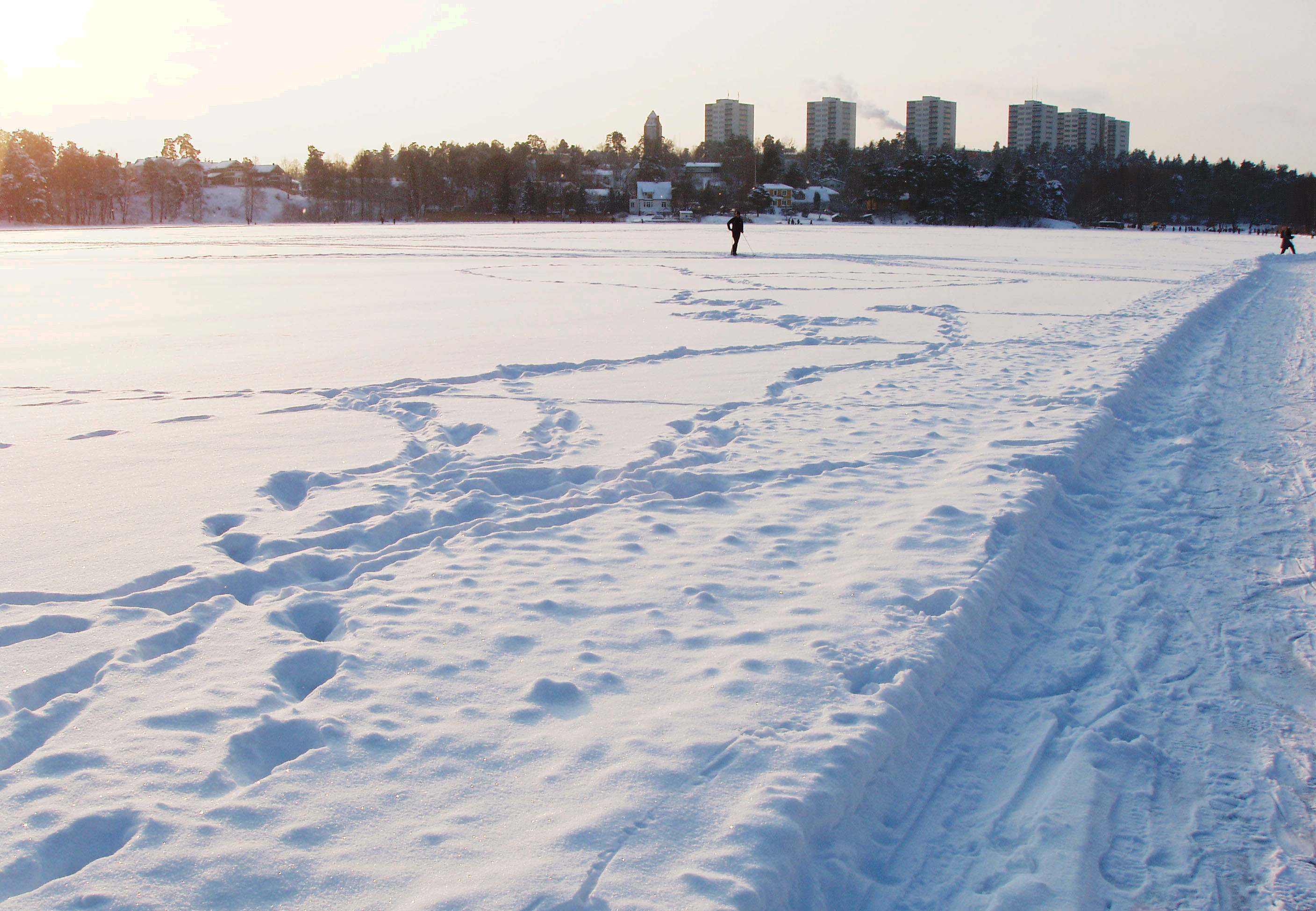
Kottlasjön vintertid. Höghusen vid Skärsätra i bakgrunden, 2010.
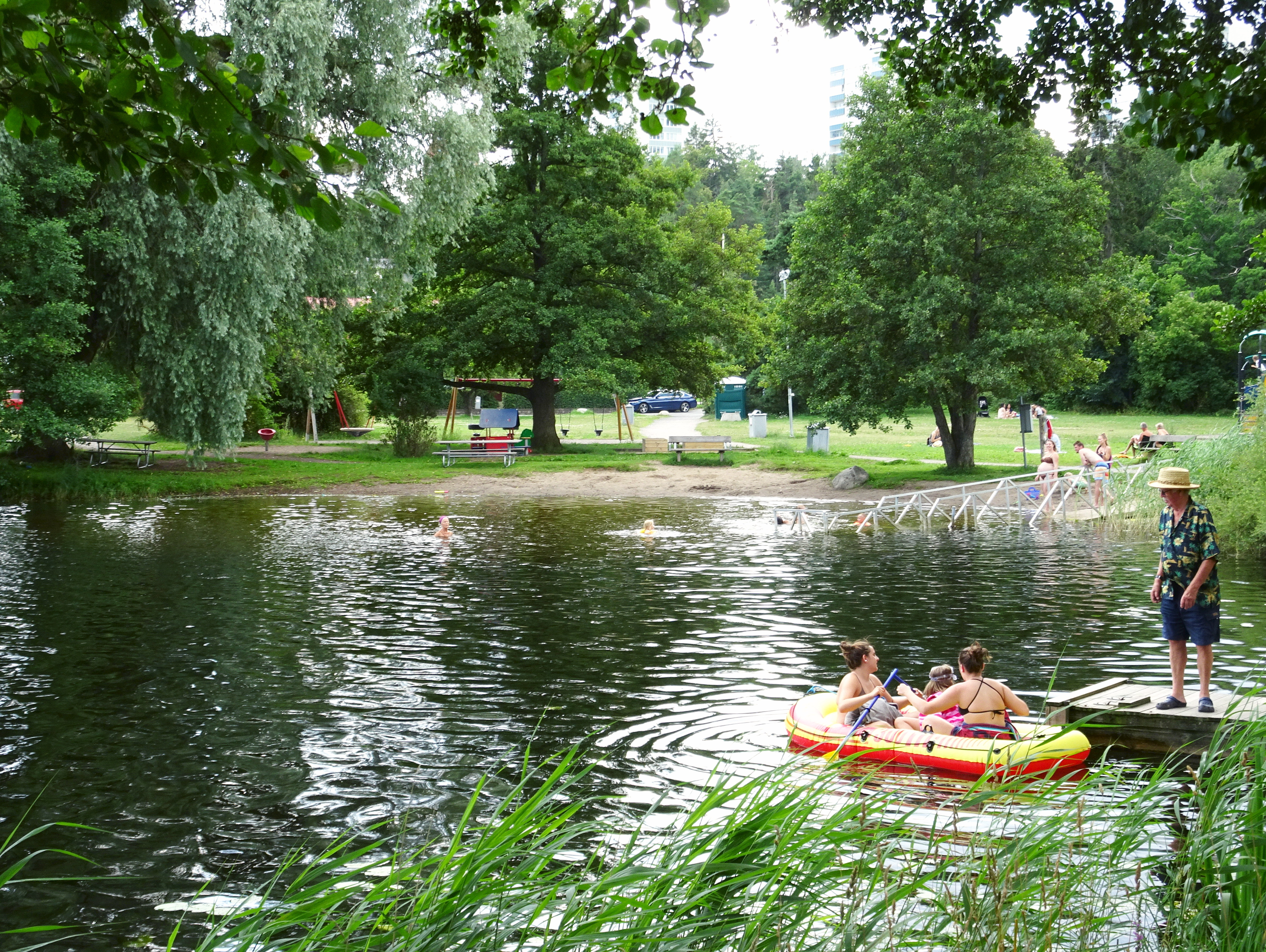
Strandbad vid Kottlasjön, 2021.
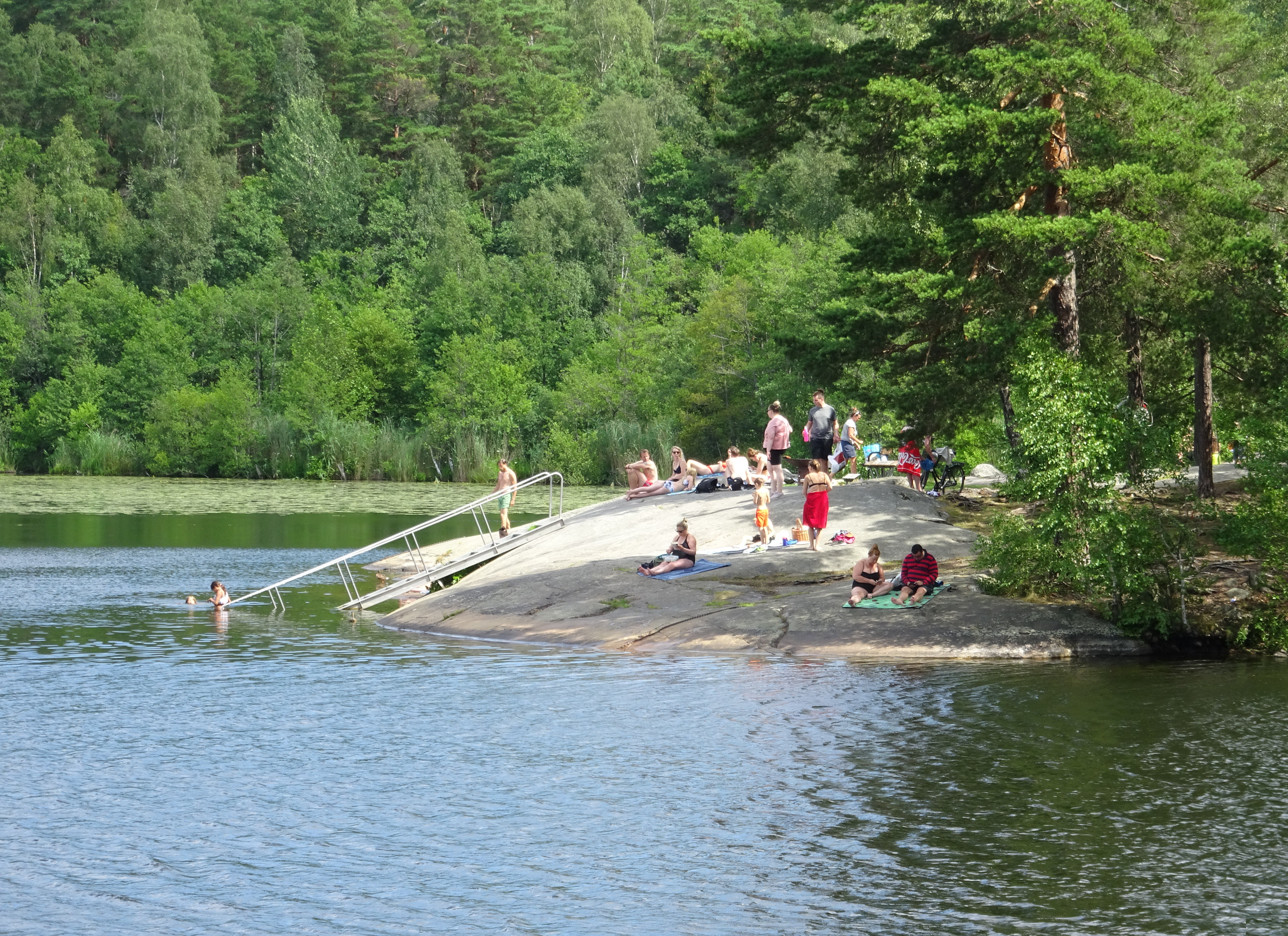
Klippbad vid Kottlasjön, 2021.
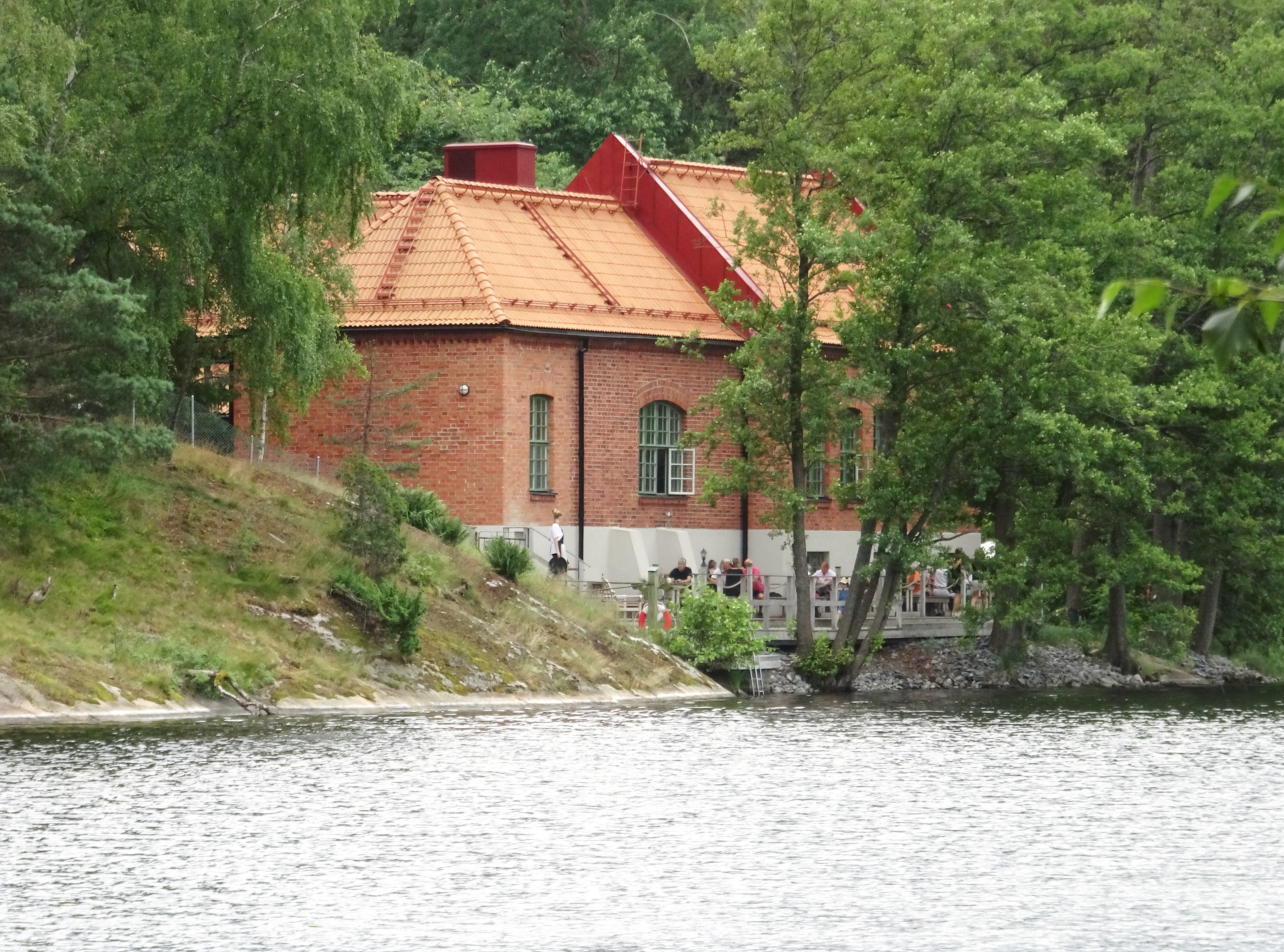
Breviks vatten- och elverk vy över Kottlasjön, 2021.
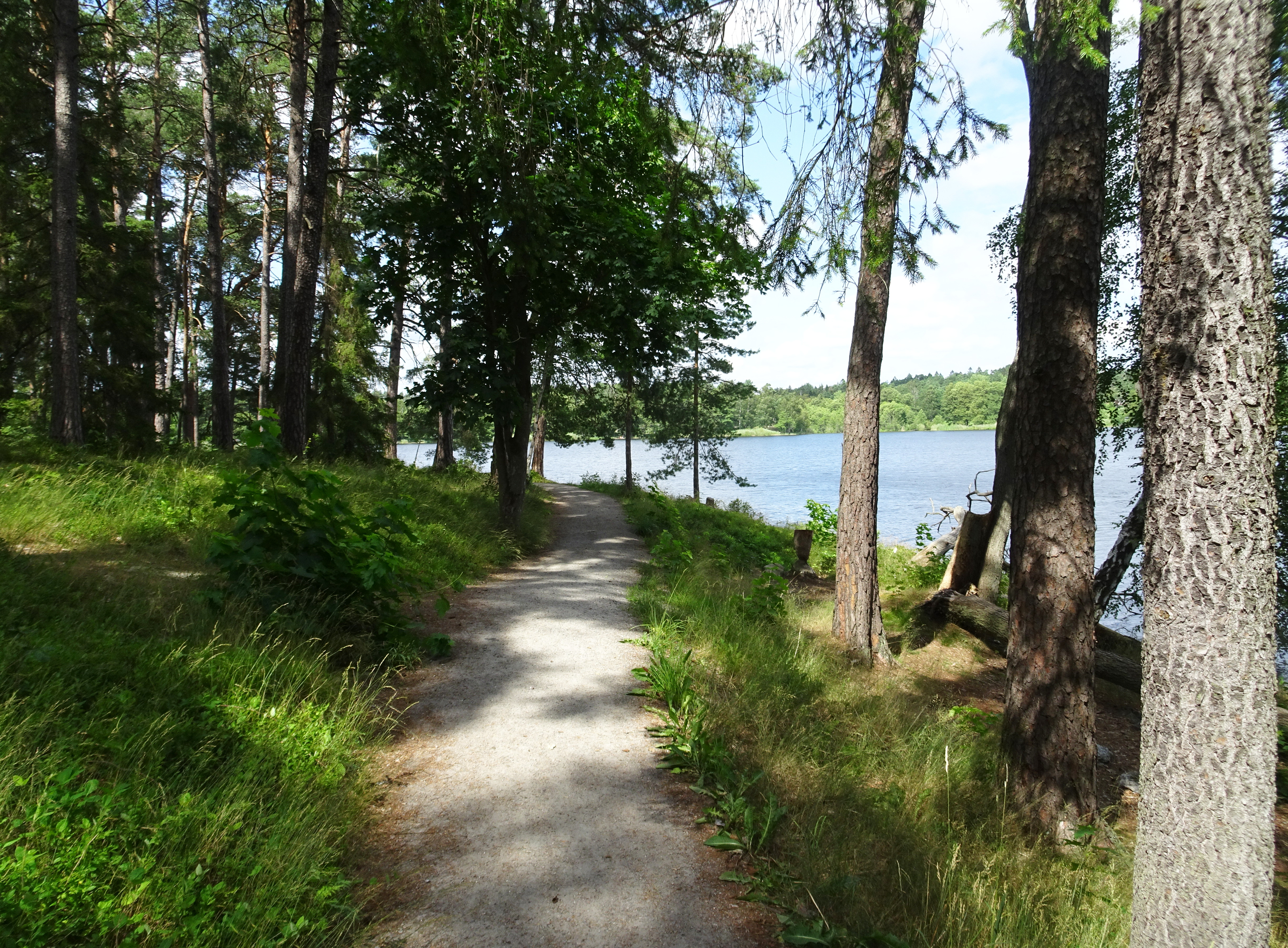
Promenadstig vid Kottlasjön, 2021.

## Delavrinningsområde
Kottlasjön ingår i delavrinningsområde (658457-163329) som SMHI kallar för Rinner till Lilla Värtan. Medelhöjden är 25 meter över havet och ytan är 12,3 kvadratkilometer. Det finns inga avrinningsområden uppströms utan avrinningsområdet är högsta punkten. Avrinningsområdets utflöde mynnar i havet, utan att ha någon enskild mynningsplats.